# Aero Boero AB-150
Aero Boero AB-150 — самолет разрабатывавшийся в 1980 годы аргентинской авиастроительной компанией Aero Boero как более дешёвая альтернатива их же самолёта Aero Boero AB-180. Модель позиционировалась как самолёт для перелетов как на дальние расстояния, так и в качестве самолёта сельскохозяйственного назначения.
Aero Boero AB-150 представлял собой одномоторный (Lycoming O-320-A2B), 3-х местный мононоплан с верхним расположением крыла и шасси с хвостовой опорой. При создании самолёта компания Aero Boero ставила перед собой цель создать максимально дешёвый самолёт в расчете на большое количество заказов. Но после того как выяснилось, что Aero Boero AB-150 морально устарел ещё до начала серийного выпуска. В результате решение о серийном выпуске так и не было принято.

## Тактико-технические характеристики
Источник данных: Jane's All The World's Aircraft 1982–83

Технические характеристики
- Экипаж: 1
- Пассажировместимость: 2
- Длина: 7.27 м
- Размах крыла: 10.72 м
- Высота: 2.10 м
- Площадь крыла: 16.47 м²
- Профиль крыла: NACA 23012 (модифицированный)
- Масса пустого: 590 кг
- Максимальная взлётная масса: 1,001 кг
- Масса топлива во внутренних баках: 134 л
- Силовая установка: 1 ×  1 × Lycoming O-320-A2B четырехтактный воздушного охлаждения

Лётные характеристики
- Максимальная скорость: 220 км/ч
- Крейсерская скорость: 152 км/ч